# Floyd Ayité
Floyd Ayité (Bordeaux, 15 febbraio 1988) è un calciatore togolese con cittadinanza francese, attaccante o ala svincolato e della nazionale togolese.

## Biografia
È fratello di Jonathan Ayité.